# Kloralhydrat
Kloralhydrat, C2H3Cl3O2, är ett lugnande och sömngivande preparat av äldre typ. Det användes ofta förr som sömnmedel på fängelser och på mentalsjukhus. Dess sömngivande verkan upptäcktes redan 1869 av Oscar Liebreich.

## Framställning
Kloralhydrat bildas genom att klor får reagera med etanol, varvid etanolen oxideras till acetaldehyd, vars metylgrupp sedan successivt substitueras med klor. Den uppkomna trikloracetaldehyden (kloral) är mycket elektronfattig och bildar lätt sitt hydrat i närvaro av vatten, kloralhydrat.
{\displaystyle {\rm {4\ Cl_{2}+C_{2}H_{5}OH+H_{2}O\rightarrow CCl_{3}CH(OH)_{2}+5\ HCl}}}

## I Sverige
Varunamn i Sverige var Ansopal och medicinen återfanns som tabletter. Ansopal är borttaget ur FASS sedan 1994 och används inte längre som läkemedel i Sverige utom i sällsynta fall inom slutenvården (då apotekstillverkat).
Kloralhydrat är narkotikaklassat i Sverige, ingående i förteckning V, vilket innebär att det inte omfattas av internationella narkotikakonventioner.